# Clara Burel
Clara Burel (Rennes, 24 marzo 2001) è una tennista francese.

## Carriera
Clara Burel ha vinto 4 titoli in singolare nel circuito ITF in carriera. In singolare ha raggiunto la 42ª posizione mondiale il 10 giugno 2024, mentre in doppio la 246ª posizione mondiale il 9 maggio 2022.
Durante la sua carriera da junior, ha raggiunto la prima posizione mondiale nel ranking di singolare. Nel 2018 ha raggiunto le finali agli Australian Open e agli US Open e ai III Giochi olimpici giovanili  ha conquistato la medaglia d'argento nel singolare, perdendo contro la slovena Kaja Juvan, e la medaglia di bronzo nel doppio misto con il connazionale Hugo Gaston.
Agli Open di Francia 2020 diventa la tennista francese più giovane da Alizé Cornet nel 2008 a raggiungere il terzo turno del torneo, sconfitta dalla cinese Zhang Shuai.
Nel 2021 ha raggiunto la sua prima finale in carriera del circuito maggiore al Ladies Open Lausanne, persa contro la slovena Tamara Zidanšek in tre set. Due anni dopo raggiunge la sua seconda finale della carriera sempre a Losanna, dove anche in questa occasione ne esce sconfitta sempre in tre set dall'italiana Elisabetta Cocciaretto.

## Statistiche WTA

### Singolare

#### Sconfitte (2)
| Legenda              |
| -------------------- |
| Grande Slam (0)      |
| Argenti Olimpici (0) |
| WTA Finals (0)       |
| WTA Elite Trophy (0) |
| Dal 2021             |
| WTA 1000 (0)         |
| WTA 500 (0)          |
| WTA 250 (2)          |

| N. | Data           | Torneo                            | Superficie  | Avversaria in finale   | Punteggio        |
| 1. | 18 luglio 2021 | Ladies Open Lausanne, Losanna     | Terra rossa | Tamara Zidanšek        | 6-4, 6(5)-7, 1-6 |
| 2. | 30 luglio 2023 | Ladies Open Lausanne, Losanna (2) | Terra rossa | Elisabetta Cocciaretto | 5-7, 6-4, 4-6    |

## Circuito WTA 125

### Singolare

#### Vittorie (1)
| N. | Data             | Torneo                          | Superficie  | Avversaria in finale | Punteggio     |
| 1. | 10 dicembre 2023 | Open Angers Arena Loire, Angers | Cemento (i) | Chloé Paquet         | 3-6, 6-4, 6-2 |

## Statistiche ITF

### Singolare

#### Vittorie (4)
| Torneo $100.000 (0) |
| Torneo $80.000 (0)  |
| Torneo $60.000 (2)  |
| Torneo $40.000 (0)  |
| Torneo $25.000 (2)  |
| Torneo $15.000 (0)  |

| N. | Data             | Torneo                                                                          | Superficie  | Avversaria in finale | Score         |
| 1. | 16 febbraio 2020 | Open GDF Suez De L'Isere, Grenoble                                              | Cemento (i) | Eléonora Molinaro    | 5-7, 7-5, 6-2 |
| 2. | 16 maggio 2021   | Open International Féminin Midi-Pyrénées Saint-Gaudens Comminges, Saint-Gaudens | Terra rossa | Alexandra Dulgheru   | 6-2, 1-6, 6-2 |
| 3. | 10 ottobre 2021  | Open Feminin 50, Cherbourg-en-Cotentin                                          | Cemento (i) | Émeline Dartron      | 6-4, 6-2      |
| 4. | 9 luglio 2023    | Open International Féminin de Montpellier, Montpellier                          | Terra rossa | Astra Sharma         | 6-3, 7-5      |

#### Sconfitte (5)
| Torneo $100.000 (0) |
| Torneo $80.000 (1)  |
| Torneo $60.000 (1)  |
| Torneo $40.000 (0)  |
| Torneo $25.000 (2)  |
| Torneo $15.000 (1)  |

| N. | Data              | Torneo                                           | Superficie  | Avversaria in finale | Score         |
| 1. | 30 settembre 2018 | Open GDF SUEZ Clermont-Ferrand, Clermont-Ferrand | Cemento (i) | Lesley Kerkhove      | 3-6, 6-4, 4-6 |
| 2. | 24 novembre 2019  | Magic Tours, Monastir                            | Cemento     | Carole Monnet        | 2-6, 0-6      |
| 3. | 28 febbraio 2021  | Internationaux Féminins de la Vienne, Poitiers   | Cemento (i) | Dar'ja Snigur        | 3-6, 6-2, 5-7 |
| 4. | 18 aprile 2021    | Oeiras Ladies Open, Oeiras                       | Terra rossa | Polona Hercog        | w/o           |
| 5. | 26 settembre 2021 | Wiesbaden Tennis Open, Wiesbaden                 | Terra rossa | Anna Bondár          | 2-6, 4-6      |

## Grand Slam Junior

### Singolare

#### Sconfitte (2)
| Tornei del Grande Slam  |
| ----------------------- |
| Australian Open (1)     |
| Open di Francia (0)     |
| Torneo di Wimbledon (0) |
| US Open (1)             |

| N. | Data             | Torneo                     | Superficie | Avversario in finale | Punteggio   |
| 1. | 27 gennaio 2018  | Australian Open, Melbourne | Cemento    | Liang En-shuo        | 3-6, 4-6    |
| 2. | 8 settembre 2018 | US Open, New York          | Cemento    | Wang Xiyu            | 6(4)-7, 2-6 |

## Statistiche contro giocatrici Top 10

### Testa a testa
Le tenniste in grassetto sono le giocatrici in attività. Nella tabella riportata sono segnati i migliori piazzamenti nella classifica mondiale WTA; le giocatrici possono aver occupato una posizione diversa al momento dell'incontro.
| Giocatrice                     | Vittorie–Sconfitte | V–S % | Cemento    | Terra rossa | Erba      | Ultimo incontro                                            |
| Numero 1 del ranking mondiale  |                    |       |            |             |           |                                                            |
| Karolína Plíšková              | 2–0                | 100%  | 1–0        | 1–0         | –         | Vinto (7-5, 0-6, 6-1) Internationaux de Strasbourg 2024    |
| Garbiñe Muguruza               | 0–1                | 0%    | 0–1        | –           | –         | Perso (3-6, 4-6) Australian Open 2022                      |
| Naomi Ōsaka                    | 0–1                | 0%    | –          | 0–1         | –         | Perso (6(2)-7, 1-6) Internazionali BNL d'Italia 2024       |
| Caroline Wozniacki             | 0–1                | 0%    | 0–1        | –           | –         | Perso (1-6, 4-6) Miami Open 2024                           |
| Viktoryja Azaranka             | 0–2                | 0%    | 0–2        | –           | –         | Perso (1-6, 4-6) US Open 2024                              |
| Aryna Sabalenka                | 0–2                | 0%    | 0–2        | –           | –         | Perso (1-6, 1-6) US Open 2023                              |
| Numero 2 del ranking mondiale  |                    |       |            |             |           |                                                            |
| Ons Jabeur                     | 0–1                | 0%    | 0–1        | –           | –         | Perso (1-6, 3-6) National Bank Open 2021                   |
| Petra Kvitová                  | 0–1                | 0%    | 0–1        | –           | –         | Perso (1-6, 6-3, 3-6) Miami Open 2022                      |
| Coco Gauff                     | 0–2                | 0%    | 0–2        | –           | –         | Perso (5-7, 3-6) China Open 2024                           |
| Barbora Krejčíková             | 0–2                | 0%    | 0–1        | 0–1         | –         | Perso (4-6, 1-6) Australian Open 2023                      |
| Numero 3 del ranking mondiale  |                    |       |            |             |           |                                                            |
| Jessica Pegula                 | 1–0                | 100%  | 1–0        | –           | –         | Vinto (6-4, 6-2) Australian Open 2024                      |
| Elena Rybakina                 | 1–0                | 100%  | 1–0        | –           | –         | Vinto (6-4, 6-4) US Open 2022                              |
| Sloane Stephens                | 1–1                | 50%   | 1–1        | –           | –         | Vinto (0-6, 7-5, 7-5) US Open 2024                         |
| Elina Svitolina                | 1–2                | 33%   | 0–1        | 1–1         | –         | Vinto (7-6(1), 4-6, 6-1) Internationaux de Strasbourg 2024 |
| Maria Sakkarī                  | 0–1                | 0%    | –          | 0–1         | –         | Perso (2-6, 3-6) Open di Francia 2022                      |
| Numero 4 del ranking mondiale  |                    |       |            |             |           |                                                            |
| Caroline Garcia                | 1–0                | 100%  | –          | 1–0         | –         | Vinto (5-7, 6-2, 6-2) Ladies Open Lausanne 2021            |
| Sofia Kenin                    | 1–0                | 100%  | 1–0        | –           | –         | Vinto (6-4, 6-3) Tennis in the Land 2024                   |
| Numero 5 del ranking mondiale  |                    |       |            |             |           |                                                            |
| Sara Errani                    | 0–1                | 0%    | –          | 0–1         | –         | Perso (4-6, 2-6) WTA Argentina Open 2022                   |
| Jasmine Paolini                | 0–1                | 0%    | –          | 0–1         | –         | Perso (1-6, 7-6(1), 0-6) BNP Paribas Poland Open 2022      |
| Numero 6 del ranking mondiale  |                    |       |            |             |           |                                                            |
| Carla Suárez Navarro           | 0–1                | 0%    | 0–1        | –           | –         | Perso (5-7, 2-6) Australian Open 2019                      |
| Numero 7 del ranking mondiale  |                    |       |            |             |           |                                                            |
| Danielle Collins               | 0–1                | 0%    | –          | 0–1         | –         | Perso (1-6, 3-6) Internationaux de Strasbourg 2024         |
| Numero 8 del ranking mondiale  |                    |       |            |             |           |                                                            |
| Karolína Muchová               | 1–0                | 100%  | 1–0        | –           | –         | Vinto (2-6, 7-6(1), 6-3) Open P2i Angers Arena Loire 2022  |
| Emma Navarro                   | 1–2                | 33%   | 0–1        | 1–1         | –         | Perso (6-4, 3-6, 3-6) Hobart International 2024            |
| Numero 9 del ranking mondiale  |                    |       |            |             |           |                                                            |
| Andrea Petković                | 0–1                | 0%    | 0–1        | –           | –         | Perso (5-7, 6-2, 4-6) Melbourne Summer Set 2022            |
| Numero 10 del ranking mondiale |                    |       |            |             |           |                                                            |
| Beatriz Haddad Maia            | 0–1                | 0%    | 0–1        | –           | –         | Perso (2-6, 2-6) Tennis in the Land 2024                   |
| Emma Raducanu                  | 0–1                | 0%    | 0–1        | –           | –         | Perso (2-6, 5-7) Chicago Challenger 2021                   |
| Totali                         | 10–26              | 28%   | 6–18 (25%) | 4–8 (33%)   | 0–0 ( – ) | Aggiornato al 4 settembre 2024                             |

### Vittorie contro giocatrici Top 10
| Stagione | 2024 | Totale |
| Vittorie | 1    | 1      |

| #    | Giocatrice     | Ranking | Evento                     | Superficie | Turno | Punteggio | Rank. CBR |
| ---- | -------------- | ------- | -------------------------- | ---------- | ----- | --------- | --------- |
| 2024 |                |         |                            |            |       |           |           |
| 1.   | Jessica Pegula | 5       | Australian Open, Melbourne | Cemento    | 2T    | 6-4, 6-2  | 51        |